# Rue du Père-Brottier (Paris)
Pour les articles homonymes, voir Rue du Père-Brottier.
La rue du Père-Brottier est une voie du 16e arrondissement de Paris, en France.

## Situation et accès
La rue du Père-Brottier est une voie publique située dans le 16e arrondissement de Paris. Elle débute au 1, avenue Boudon et se termine au 36, avenue Théophile-Gautier.
Le quartier est desservi par la ligne 10 à la station Église d'Auteuil.

## Origine du nom

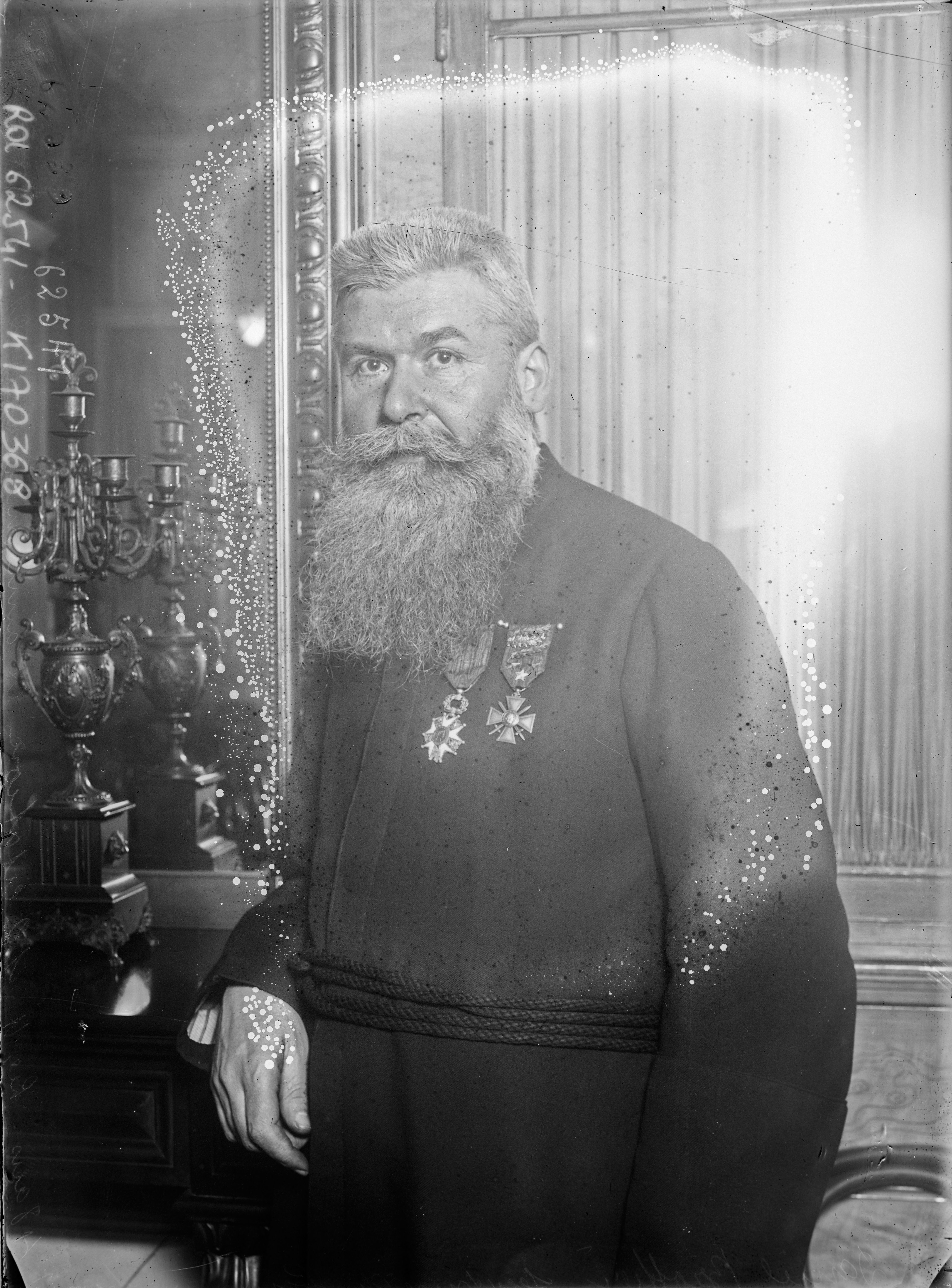
Daniel Brottier, en 1920.

Elle porte le nom du père Daniel Brottier (1876-1936), l'un des créateurs de l'Union nationale des combattants et directeur de l’œuvre des Orphelins apprentis d'Auteuil.

## Historique
Cette voie de l'ancienne commune d'Auteuil est tracée sur le plan de Roussel de 1730.
Formée comme rue par un arrêté du 27 septembre 1837 sous le nom de « rue des Planchettes », elle devint en 1853 la « rue François-Gérard » en l'honneur du peintre François Gérard (1770-1837) avant d'être classée dans la voirie parisienne par le décret du 23 mai 1863.
Elle prend sa dénomination actuelle par un arrêté du 3 juillet 1973.